# Cres
 Ovo je glavno značenje pojma Cres. Za grad pogledajte Cres (grad).
Cres je najveći (405,78 km²), a poslije Hvara i najdulji hrvatski otok. Dug je 66 km, a u najširem dijelu širok 12 km. Otok se pruža u pravcu sjever-jug.
Upravno pripada Primorsko-goranskoj županiji.

## Zemljopis
Svojim sjevernim krajem zatvara Kvarnerski zaljev. Zapadno i sjeverozapadno od njega se nalazi poluotok Istra, a na istoku i sjeveroistoku otok Krk. Cres je nekad u povijesti bio povezan s otokom Lošinjem tankom prevlakom, a kasnije je prokopan kanal kojim su otoci odvojeni.

### Reljef
Najviši vrh na otoku su Gorice, visoke 648 m.
Na otoku se nalazi slatkovodno Vransko jezero (kriptodepresija) koje je glavni izvor pitke vode za cijeli arhipelag.

### Klima
Na sjevernom dijelu otoka Cresa prevladava submediteranska klima, a u središnjem i južnom dijelu zastupljenija je mediteranska klima. To je klima umjereno toplog kišnog tipa s toplim i suhim ljetima i kišovitim jesenima. Zbog velikog toplinskog kapaciteta more utječe na klimu tako što ublažuje temperaturne razlike - snizuje najviše i povisuje najniže. Ljeti more hladi, a zimi grije kopno.

## Flora i fauna

### Flora
Na sjevernom dijelu otoka rastu hrast i kesten, dok na središnjem i južnom dijelu dominira makija.Oko Vranskog jezera ističu se novozasađene borove šume. Po cijelom otoku rastu kadulja i druge ljekovite biljke. Otok je prekriven maslinicima, a na njegovom tlu uspijevaju i smokve. Na otoku Cresu je zabilježeno oko 1400 vrsta biljaka (Goran Sušić i Vesna Radek – Bioraznolikost otoka Cresa). Kultura vinove loze bila je potkraj devetnaestoga stoljeća najvažnija kultura u ekonomiji Cresa.

### Fauna
Danas je otok Cres jedno od rijetkih staništa bjeloglavih supova, pogotovo njegov sjeverni dio. Upravo tamo zbog njih i postoji eko-centar "Caput insulae" u Belom koji ih štiti od izumiranja. Na Cresu se gnijezdi suri orao, škanjac osaš gnijezdi se na području Tramuntane, što je jedinstveno gniježđenje ove vrste na nekom jadranskom otoku, šojka, slavuj itd.
Od endema na otoku živi creska špiljska pipa.
Na Cresu, kao i u ostatku arhipelaga, nema zmija otrovnica. Na otoku žive kravosas, bjelica, pjegava crvenkrpica, zmajur, bjelouška, ribarica, šara poljarica, crna poljarica, obična smukulja, ljuta crnokrpica.

## Naselja
Na otoku se nalaze naselja (od sjevera prema jugu): Porozina, Filozići, Beli, Dragozetići, Sveti Petar, Predošćica, Vodice, Merag, Cres, Loznati, Pernat, Valun, Zbičina, Lubenice, Orlec, Mali Podol, Stanić (napušteno), Vrana (kraj koje je Vransko jezero), Vidovići, Grmov, Martinšćica, Miholašćica, Stivan, Belej, Ustrine, Osor (most prema Lošinju) i Punta Križa.

## Stanovništvo
Apsolutno većinsko autohtono stanovništvo su Hrvati, a ostatak su doseljeni Srbi, Bošnjaci i  Albanci. Od autohtonih naroda ima i manji postotak Talijana.
Prema popisu stanovništva iz 2001. godine, otok Cres je imao 3.184 stanovnika, grad Cres 2.959, a naselja u sklopu grada Malog Lošinja na otoku Cresu 225 stanovnika.

## Promet
Otok je povezan trajektnim vezama.
Iz mjesta Porozina trajekt vozi za Brestovu na istočnoj obali Istre, a iz mjesta Merga trajekt plovi put Valbiske na Krku.
Cres je od otoka Lošinja odvojen vrlo uskim Osorskim kanalom (Kavuada), u mjestu Osor. Preko kanala je okretni most, a cesta dalje vodi do grada Malog Lošinja.

## Gospodarstvo
Stanovnici otoka se bave turizmom, poljoprivredom, pčelarstvom (ekstra kvalitetan kaduljin med među najboljima u svijetu), maslinarstvom, ribolovom i stočarstvom.

## Zanimljivosti
Prema teoriji meksičkog znanstvenika Roberta Salinasa Pricea, na ovom otoku se nalazila čarobnica Kirka, koja je začarala i opčinila Odiseja i argonaute.

## Galerija
- Državna cesta D100 na otoku Cresu.
- Jedna od plaža na otoku.
- Pogled na zaljev s uređene biciklističke staze.
- Mountain biker na otoku.
- Bikeway na otoku Cresu.
- Bjeloglavi sup (Gyps fulvus) Između Cresa i Plavnika, 27. srpnja 2009.
- Vransko jezero, 16. ožujka 2009.
- Uvala Krušćica na Cresu, 16. ožujka 2009.
- Lokva Sveti Vid na Cresu, 16. ožujka 2009.

## Vanjske poveznice
- Službena stranica Grada Cresa
- Stare razglednice